# هيرنان غومي
هيرنان غومي (بالإسبانية: Hernán Gumy)‏ مواليد 5 مارس 1972 في بوينس آيرس، الأرجنتين، هو لاعب كرة مضرب أرجنتيني سابق كان يلعب باليد اليمنى بدأ مسيرته كمحترف عام 1991، اعتزال اللعب في 2001.

## روابط خارجية
- هيرنان غومي على موقع رابطة محترفي التنس (الإنجليزية)
- هيرنان غومي على موقع الاتحاد الدولي لكرة المضرب (الإنجليزية)
- هيرنان غومي على موقع كأس ديفيز (الإنجليزية)
- هيرنان غومي على موقع خلاصة التنس.كوم (الإنجليزية)
- هيرنان غومي على موقع أوليمبيديا (الإنجليزية)